# Мариана и Тодор Трайчеви
Мариана и Тодор Трайчеви са български дует, сред най-популярните в българската поп музика от края на 1970-е до средата на 1980-е.

## История
Семейният музикален тандем е създаден в края на 70-те години. Стават известни, след като ги открива Стефан Тодоров от студио „Младост“ на БНТ.
През 1984 г. емигрират в Съединените американски щати, всичките им записи са забранени за излъчване, а лентите – унищожени. До онзи момент те са изнесли повече от 2000 концерта по всички краища на България и са спечелили няколко престижни награди. През 1980 г. са избрани за дует на годината. Дуетът е обявен за музиканти на годината (1983), а дебютният им албум е продаден в 120 000 броя и е отличен като най-продаван за същата година.
В началото на 1985 г. дуетът се разпада, след като членовете му се развеждат. Тодор се връща в България, а Мариана остава в Америка и приема фамилното име Росмис на новия си съпруг. Мариана и Тодор имат син Пантелей (р. 1980).
Бившите съпрузи и членове на дуета Мариана и Тодор остават със сложни отношения, Мариана забранява на Тодор да използва гласа ѝ в своите песни.
Дуетът остава запомнен с хитовете „Искам да те нарисувам“ („Рисунка“), „Слънчева жена“, „Възраст“ („Прощавай, палавнице“), „Привечер“ („Завръщане“), „Земя“ и др.
През 1996 г. Тодор Трайчев се жени четвърти път за Даниела Винарова и му се ражда второ дете – дъщеря Теодора, с която продължава музикалната си кариера в родината. През 2008 г. най-хубавите песни на Мариана и Тодор Трайчеви са издадени за първи път на компактдиск, а през 2009 г. по-късно Мариана пее на юбилейния концерт на Стефан Димитров в зала 1 на НДК, за първи път в България след 25 години прекъсване.
Тодор Трайчев е автор на книгите:
- „Незавършени неща“[4]
- „Heiio America“
- „Най-хубавото още предстои“
- „Господ ни е забелязал“ – стихове

## Дискография
| Година | Албум                                         | Вид | Издател       | Каталожен номер     |
| ------ | --------------------------------------------- | --- | ------------- | ------------------- |
| 1981   | „Възраст“/ „Рисунка“                          | SP  | Балкантон     | ВТК 3641            |
| 1983   | „Искам да те нарисувам“                       | LP  | Балкантон     | ВТА 11015           |
| 1984   | „Мама, татко и аз“/ „Августовска рисунка“     | SP  | Балкантон     | ВТК 3797            |
| 1996   | „Рой недовършени неща. Исках да те нарисувам“ | MC  | Пантадор      |                     |
| 2008   | „Най-доброто“                                 | CD  | Тодор Трайчев | МК 53561/12.08.2008 |

### Други песни
- 1979 – „Последна вечер“ – м. Димитър Попниколов, т. Захари Иванов, ар. Тодор Трайчев – „Мелодия на годината“ за октомври (Балкантон – ВТА 10467)
- 1980 – „Земя“ – м. и ар. Тодор Трайчев, т. Андрей Андреев – от плочата „Ален мак. Пеем за нашето време“ (Балкантон – ВТА 10504)
- 1980 – „Новина“ – м. и ар. Тодор Трайчев, т. Георги Константинов – от плочата „Ален мак. Пеем за нашето време“ (Балкантон – ВТА 10504)
- 1981 – „Донасят птици песен“ – м. и ар. Захари Георгиев, т. Кирил Аврамов – от плочата „Песни за южния град“ (Балкантон – ВТА 10705)
- 1981 – „Наздраве, Родино“ – м. Атанас Бояджиев, т. Илия Бояджиев, ар. Александър Александров, съпровожда ВИГ „Спектър“ – от плочата „Кримиковски искри“ (Балкантон – ВТА 10849)
- 1981 – „Пиринско халище“ – м. и ар. Светозар Русинов, т. Петя Йорданова – от плочата „Песни за южния град“ (Балкантон – ВТА 10705)
- 1982 – „Отражение“ – м. и ар. Захари Георгиев, т. Кирил Аврамов – от плочата на Захари Георгиев „Синя птица“ (Балкантон – ВТА 10848)
- 1982 – „Синя птица“ – м. и ар. Захари Георгиев, т. Кирил Аврамов – от плочата на Захари Георгиев „Синя птица“ (Балкантон – ВТА 10848)
- 1982 – „Студентът от 13-и етаж“ – м. Андрей Дреников, т. Георги Бакалов, ар. Евгени Кушничаров – от плочата „Естрадна панорама 2“ (Балкантон – ВТА 11037)
- 1983 – „Градът на Яне“ – м. Георги Костов, т. Кръстьо Станишев, ар. Иван Пеев – от плочата „Песни за белия град“ (Балкантон – ВТА 11220)
- 1984 – „Песен за Митко Палаузов“ – м. и т. Илия Шандурков, ар. Манол Цоков, съпровожда оркестър „Габрово“, диригент: Манол Цоков – от плочата „Септемврийски пориви“ (Балкантон – ВТА 11445)[1]